# Regione di Bélier
La regione di Bélier è una delle 31 regioni della Costa d'Avorio. Situata nel distretto di Lacs, ha per capoluogo la città di Toumodi ed è suddivisa  in quattro dipartimenti: Didiévi, Djékanou, Tiébissou e Toumodi.
La popolazione censita nel 2014 era pari a 346.768 abitanti.